# Releu Buchholz

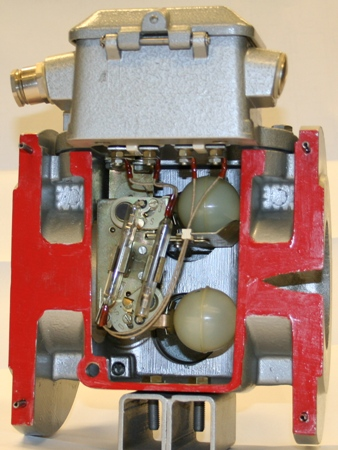
Secţiune într-un releu Buchholz cu două flotoare sferice

În energetică, releul Buchholz (numit și releu de gaze) este un dispozitiv de securitate, montat pe transformatoarele de putere cu răcire în ulei și care realizează oprirea acestuia în cazul anumitor defecte interne.
A fost creat în 1921 de inginerul german Max Buchholz.
Funcționarea acestui releu se bazează pe faptul că defecte ca: slăbirea izolației (principale sau dintre spire), deteriorarea miezului sau contacte imperfecte conduc creșterea temperaturii uleiului de transformator și care vor descompunerea uleiului și apariția unor gaze.
Gazele vor deplasa niște plutitoare (flotoare) din releu care vor acționa un contact de comutare.

## Tipuri de relee Buchholz
- relee de gaze cu flotoare și posibilitatea reglării sensibilității echipajului de declanșare printr-un magnet mobil;
- relee de gaze cu flotoare deplasabile pe un ghidaj prevăzut cu întrerupătoare cu acționare magnetică;
- relee de gaze cu cupă și contacte necapsulate;
- relee de gaze tranzistorizate.

Protecția de gaze este realizată în trei variante:
- relee Buchholz cu un flotor: sunt semnalizate preventiv acumularea de gaze (ori aer provenit după umplerea cuvei transformatorului) provenite în urma defectelor din interiorul transformatorului;
- relee Buchholz cu două flotoare: flotorul superior semnalizează preventiv acumularea de gaze, iar cel inferior declanșează oprirea curentului;
- relee Buchholz cu clapetă: în calea circuitului creat de evacuarea gazelor din cuva transformatorului, nu se află flotor, ci clapetă, pe care sunt montate contatcte electrice.

## Avantaje

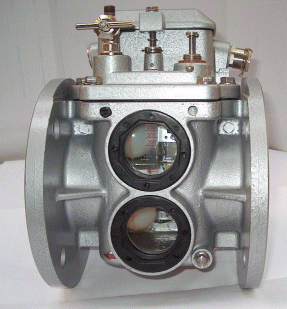
Releu Buchholz

- întreținere și exploatare simple: poate fi înlocuit fără a afecta sistemul de circulație a uleiului de transformator;
- rapiditate în cazul defectelor grave;
- în funcție de gravitatea defectului, poate avea ca opțiune semnalarea acestuia sau declanșarea opririi transformatorului;
- durată de viață lungă;
- poate fi prevăzut cu un dispozitiv de prelevare a gazelor pentru analiza acestora.